# Reformierte Kirche Reinach

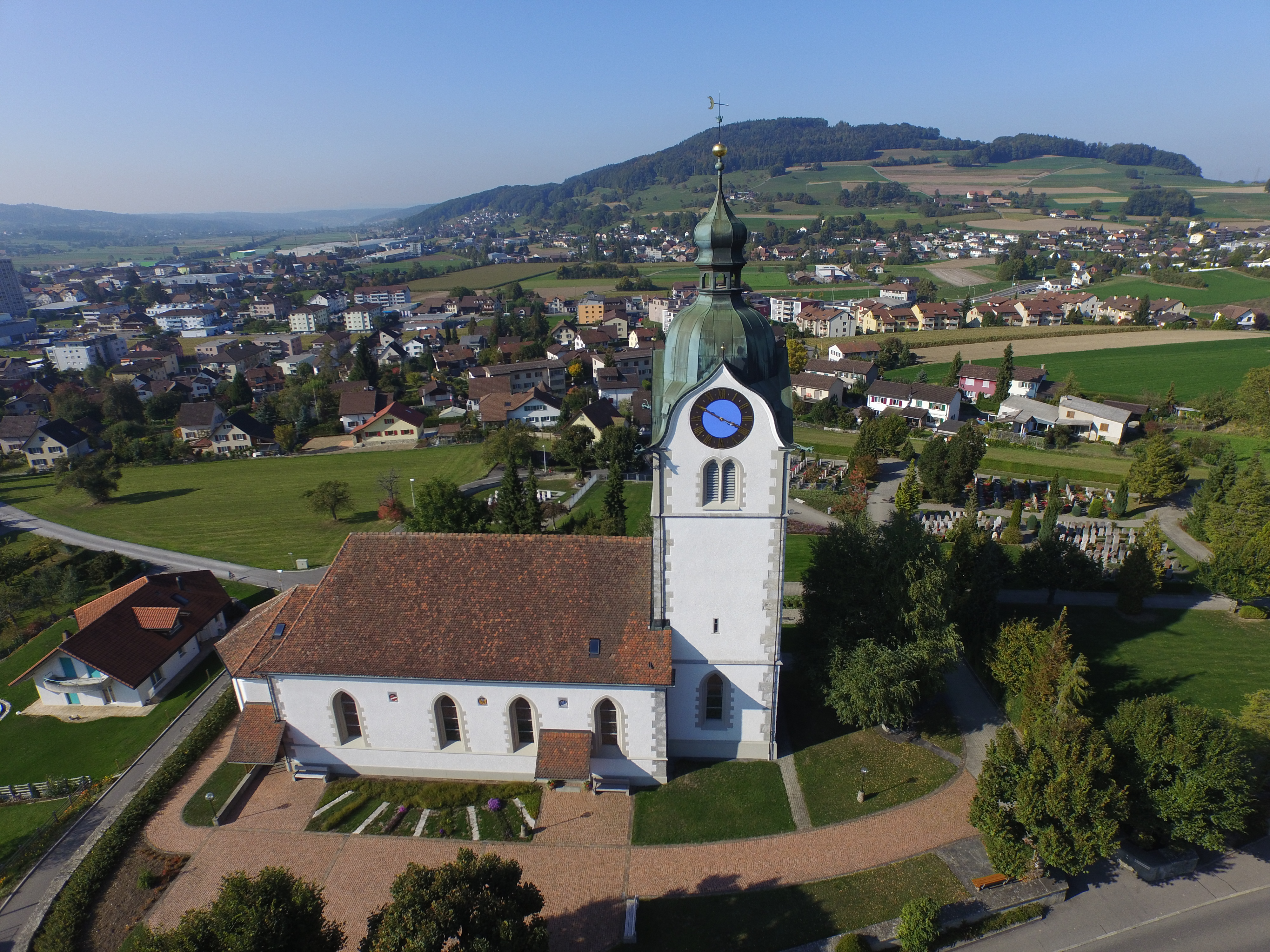
Kirche von Reinach

Die reformierte Kirche Reinach ist die Dorfkirche der aargauischen Gemeinde Reinach in der Schweiz.

## Geschichte
Reinach gehörte ursprünglich zur Pfarrei Pfeffikon. Nachdem 1528 im Berner Aargau die Reformation eingeführt worden war, mussten sich die Reinacher sonntags ins weiter entfernte Gontenschwil begeben, da Pfeffikon katholisch geblieben war. Sie reagierten daraufhin mit einer Beschwerde beim Rat der Stadt Bern. Dieser entschied am 1. April 1528, dass in Reinach eine neue Kirche gebaut werden dürfte. Die Bauarbeiten begannen umgehend und waren im darauf folgenden Jahr abgeschlossen. Die Reinacher Kirche ist das erste als solches errichtetes reformiertes Kirchengebäude der Schweiz. 1664 wurde sie wegen Einsturzgefahr renoviert, wobei man auch den Kirchturm erhöhte. 1776 folgte die Verlängerung des Kirchenschiffs und 1904/1905 wurde eine Vorhalle angefügt.

## Gebäude
An das rechteckige Kirchenschiff schliesst sich westlich eine polygonale Vorhalle mit einer Treppe zur Empore an, östlich der Chorturm. Der Turmabschluss besteht aus einem Zwiebelhelm unter einer Laterne sowie kielbogige Uhrengiebel über doppelt spitzbogigen Schalllöchern. Mit Ausnahme zahnschnittartig versetzter Ortstein am Turm und an den östlichen Ecken des Schiffs ist die Kirche verputzt. Im flach gedeckten Innenraum trennt ein Spitzbogen das Schiff von dem um fünf Stufen erhöhten Chor. Die Orgel ist ein dreimanualiges Werk aus dem Jahr 1966 von Orgelbau Kuhn mit 32 Registern.